# Daveri Hill
Der Daveri Hill (englisch; bulgarisch хълм Давери chalm Daweri) ist ein 843 m hoher und vereister Hügel auf der Trinity-Halbinsel des Grahamlands im Norden der Antarktischen Halbinsel. Er ragt 2,17 km nördlich des Mount Ignatiev, 1,74 km südöstlich des Corner Peak, 5,4 km südwestlich des Crown Peak und 2,89 km westnordwestlich des Lambuh Knoll auf. Der Malorad-Gletscher liegt nördlich von ihm.
Deutsche und britische Wissenschaftler kartierten ihn 1996 gemeinsam. Die bulgarische Kommission für Antarktische Geographische Namen benannte ihn 2010 nach der Ortschaft Daweri im Norden Bulgariens.